# Ann Dudin Brown
Pour les articles homonymes, voir Brown.
Ann Dudin Brown (2 janvier 1822 — 30 juin 1917) est une mécène et philanthrope britannique. Elle a notamment soutenu financièrement la fondation du Westfield College pour les femmes à Londres.

## Biographie
Brown est la fille de John et d'Ann Dudin Brown. Son père est un « wharfinger », responsable des frets sur des quais de la Tamise. Sa famille est aisée, et vit à Sydenham, où Ann Dudin Brown passe son enfance et une partie de sa vie adulte. Ses parents meurent, lorsqu'elle a 33 ans, et elle décide d'utiliser son héritage pour venir en aide à des œuvres caritatives religieuses. Elle est anglicane, de tendance évangélique. Alors qu'elle est déjà proche de la soixantaine, elle envisage de fonder un collège pour femmes missionnaires, sur le modèle de Mount Holyoke College, université d'arts libéraux pour femmes créée par Mary Lyon. Mais, après avoir été présentée par la famille Petrie à Constance Maynard, elle se laisse persuader par Mary Petrie, l'une des premières étudiantes diplômée de University College et par Constance Maynard, diplômée de Girton College à Cambridge, de financer l'ouverture d'une université pour femmes à Londres, où les étudiantes puissent préparer les examens de l'université de Londres. 
Westfield College est fondé en 1882 par Ann Dudin Brown et Constance Maynard. Le collège, qui n'avait pas de nom initialement, ouvre avec deux membres du personnel et cinq élèves. Constance Maynard en devient la première principale. 
Constance Maynard et Ann Dudin Brown partagent une même vision d'un collège fondé et gouverné par des principes chrétiens. Le conseil d'administration est exclusivement constitué d'anglicans de la tendance évangélique, mais l'appartenance anglicane n'est pas exigée des étudiantes. Ann Dudin Brown suit la vie du collège de près, s'assurant pendant la trentaine d'années durant lesquelles elle l'assure de son soutien financier, qu'aucune décision ne soit prise sans son accord. Elle déclare à propos de Westfield : « Out of all my enterprises, Westfield has proved the most satisfactory ».
Ann Dudin Brown visite fréquemment Westfield College, et elle continue à faire des contributions financières importantes, apportant notamment des fonds pour l'édification d'un bâtiment permanent, Kidderpore House, en 1890. Elle finance également des bourses d'études et des aides personnelles à des étudiantes,.
Elle meurt le 30 juin 1917, à Londres. Son culte d'enterrement se déroule à St Luke, la paroisse proche de Westfield, dont elle a financé une partie de la construction, et elle est inhumée le 4 juillet au cimetière de Hampstead (en).

## Hommages et souvenirs
Une aile du collège Westfield porte son nom.
Plusieurs objets en lien avec Ann Dudin Brown et sa famille, notamment trois miniatures de l'époque victorienne, sont conservés aux archives de la Queen Mary University of London.